# Blind ermittelt – Tod im Palais
Blind ermittelt – Tod im Palais ist ein österreichisch-deutscher Fernsehfilm der Krimireihe Blind ermittelt aus dem Jahr 2024 von Sibylle Tafel. Die Hauptrollen spielen Philipp Hochmair und Andreas Guenther. Die Erstausstrahlung erfolgte am 29. April 2024 auf ORF 1, die deutsche Premiere fand in der ARD am 9. Mai 2024 unter dem Titel Der Wien-Krimi: Blind ermittelt – Tod im Palais statt.

## Handlung
Alex Haller und Niko Falk sind in einem Konzert in der Wiener Votivkirche und Alex trifft dort auf einen alten Bekannten, den Leiter des Wiener Priesterseminars, Regens Wimmer. Zeitgleich wird eine Leiche gefunden, die möglicherweise der vermisste Seminarist ist, von dem Wimmer Alex erzählt. Da Alex von Wimmer direkt um Hilfe gebeten wird, bezieht Laura Janda Alex in die Ermittlungen ein, denn es ist schnell klar, dass es sich bei dem vermissten Seminaristen um die vom Dach gestürzte Leiche – Paul Seidel – handelt.
Bei genauerer Untersuchung von Pauls Zimmer findet Niko zwei Beutel mit Partykleidung, die aufgrund eines Stickers auf einem Schuh auf den Techno-Club Gomorra verweist, der von der Familie Brohnstein betrieben wird, zu der auch Fanny Brohnstein gehört, die zwei Wochen zuvor in dem Konzert in der Votivkirche als Cellistin aufgetreten ist. 
Der Club befindet sich zusammen mit einer Kunst-Galerie im Palais Brohnstein. Alex und Niko wollen sich den Ort genauer ansehen und treffen dort auf die Künstlerin Zoë, die – von der Familie im Rahmen eines Sponsoring-Programmes unterstützt – in einem Atelier im Palais ihre Kreativität ausleben kann. Die beiden Ermittler suchen aber vor allem das Gespräch mit Fannys Brüdern Johannes und Felix. Anhand der Überwachungsvideos aus dem Club stellen Alex und Niko fest, dass Paul Seidel an einem bestimmten Abend den Club mit einem Rucksack verlassen hat, obschon dieser beim Betreten nicht zu sehen ist. Die Brüder behaupten zwar, Fanny sei nicht zu Hause, Niko kehrt aber noch einmal unangemeldet zurück und spricht mit ihr, zuvor aber entwendet er ein Foto, auf dem alle vier Geschwister mit einer Hauslehrerin – Therese Gregoritsch – zu sehen sind. Der älteste Bruder, Max, ist vor zwanzig Jahren beim Bergsteigen verunglückt und seither verschollen.
Die Leichenschau – bei der Pauls Mutter ihren Sohn identifizieren soll – ergibt, dass der Tote nicht Paul Seidel ist, sondern Tobias Kramer. Die beiden hatten ihre Identitäten getauscht, weil Paul seine Mutter nicht enttäuschen wollte, da er nicht dem Priesterseminar beitreten wollte und gegen Tobias Kramer ein Haftbefehl vorliegt.
Bei einem erneuten Gespräch mit Wimmer und der Haushälterin Katharina Tiller kommt heraus, dass Spendengelder entwendet wurden. Daraufhin nehmen Alex und Niko Pauls bzw. nun Tobias Zimmer noch einmal unter die Lupe und Alex findet eine Skizze, die auf einen Grundriss hindeutet. Sie vermuten, dass es sich um den Keller des Brohnstein-Palais handelt. Ein weiterer Besuch dort kann diese Vermutung allerdings nicht bestätigen.
Wenig später wird klar, dass Tiller die Spenden „ausgeliehen“ hat, um ein dringliches Problem zu lösen, Kramer hat dies herausgefunden und Tiller erpresst. 
Zeitgleich trifft Niko vor der Votivkirche auf Fanny, die gerade gebeichtet hat. In einem sehr emotionalen Gespräch zwischen den beiden gesteht Fanny den Mord, läuft dann aufgebracht vor ein Auto und wird schwer verletzt auf der Intensivstation behandelt, in die sich Niko einschleicht. Bei dem Besuch entdeckt er an der bewusstlosen Fanny viele Narben und wird von der behandelnden Ärztin als vermeintlicher Bruder gefragt, woher die vielen Knochenbrüche aus der Kindheit stammten. 
Alex bittet Zoë um Hilfe, merkt aber, dass sie ihn bei der erneuten Untersuchung des Kellers belügt und sich der – nach dem Lageplan – vermutete Raum dort befinden muss.
Niko besucht unterdessen die frühere Lehrerin der Brohnstein-Kinder, Therese Gregoritsch. Diese verschafft ihm Klarheit darüber, dass Max die eigenen Geschwister – und vor allem Fanny – tyrannisiert und gequält hat.
Nun kristallisiert sich langsam das Motiv für den Mord an Tobias Kramer heraus. Er war nicht nur der Erpresser von Katharina Tiller, sondern auch der Brohnsteins, da er die Knochen des getöteten Max gefunden hat, nachdem er im Beichtstuhl der Votivkirche ein Mikrofon angebracht hatte und Fannys Beichte abgehört hat. 
Bei der polizeilichen Befragung von Johannes und Felix stellt sich heraus, dass Fanny den Mord an ihrem Bruder Max endlich gestehen will, Johannes dies jedoch zu vermeiden sucht und Kramer nach einem handgreiflichen Streit, da er noch mehr Geld verlangt, vom Dach fällt. Johannes lässt ihn dort liegen. Letztlich erstickt ihn dann aber Zoë. Da Zoë sehr eng mit Fanny befreundet ist, will sie die von Beruhigungsmitteln abhängige Fanny beschützen, nachdem Fanny ihr von der Erpressung erzählt hat. In der Tatnacht folgt Zoë Johannes auf das Dach und beobachtet alles. Nachdem sie Kramer schwer verletzt vorfindet, fragt sie ihn, wo die Knochen sind. Dann erstickt sie ihn und versteckt anschließend die Knochen in einem ihrer Kunstwerke. 
Nachdem in der vorherigen Folge Alex beinahe seine Freundschaft mit Niko aufs Spiel gesetzt hat, kommen sie sich in dieser Folge wieder sehr nahe. Alex ist im Verlauf der Handlung verzweifelt darüber, dass er langsam die Erinnerung an Karas Erscheinungsbild verliert, seine vor acht Jahren durch eine Autobombe getötete große Liebe. Wenig später versucht er Kara zu zeichnen und dann – ein wenig melancholisch – möchte er sich ebenfalls mit Stift und Papier ein Bild von Niko machen. 

## Produktion

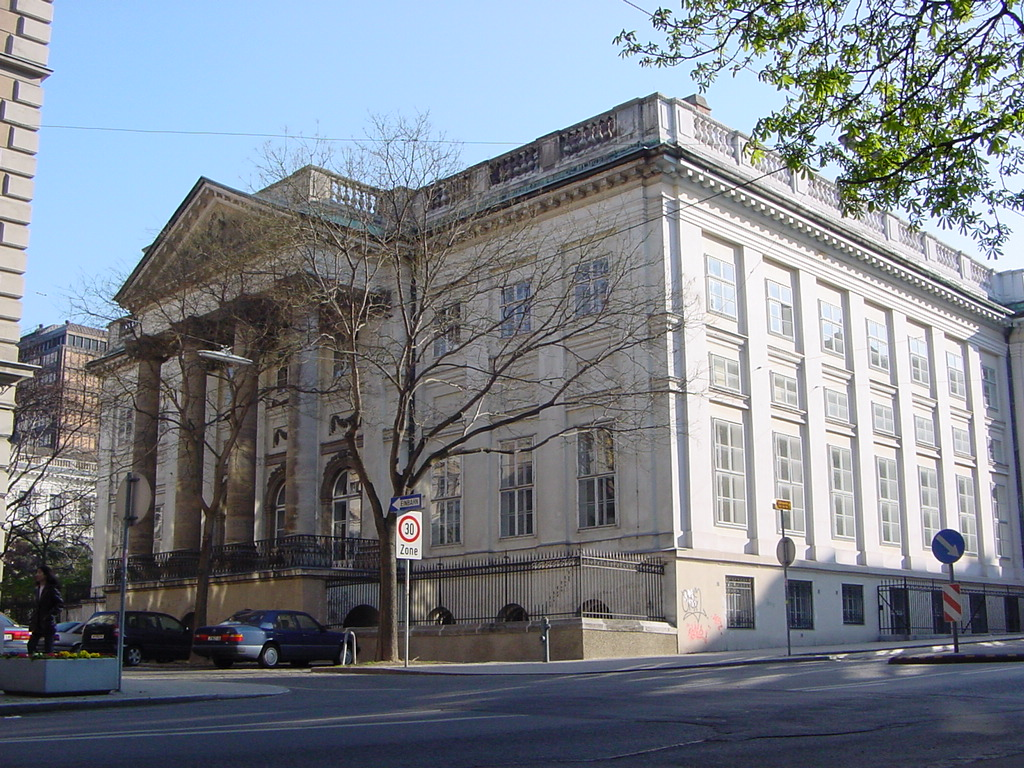
Einer der Drehorte war das Palais Rasumofsky.

Die Dreharbeiten fanden zusammen mit der zehnten Folge Tod im Kaffeehaus von Oktober bis Mitte Dezember 2023 in Wien und Umgebung unter dem Arbeitstitel Totenreich statt. Der Film wurde von der österreichischen Mona Filmproduktion und der deutschen Tivoli Filmproduktion unter Beteiligung des ORF und der ARD (Degeto Film) produziert und vom Filmfonds Wien unterstützt.

## Rezeption

### Kritik
Tilmann P. Gangloff vergab auf tittelbach.tv 3,5 von 6 Sternen. Diese Folge habe längst nicht die Qualität der vorherigen Episode. Krimifans durchschauten das Rätsel viel früher als die Ermittler. Sonderlich spannend sei diese Folge nicht, der Sehgenuss würde durch gelegentliche darstellerische Schwächen gestört.
TV Spielfilm schreibt über diese Folge jedoch, dass großartige Gastdarsteller, ein verzwickter Mordfall und eine Prise Sarkasmus dazu führen, dass sich Fans der Reihe freuen können, dass auch die mittlerweile elfte Ausgabe das gewohnt hohe Niveau souverän zu erreichen weiß.

### Quote
Bei der Erstausstrahlung in Deutschland im Ersten sahen den Film 4,46 Millionen Zuschauer, der Marktanteil lag bei 18,4 Prozent.